# Хаски (рэпер)
Ха́ски (настоящее имя — Дми́трий Никола́евич Кузнецо́в; род. 10 февраля 1993, Иркутск) — российский рэп-исполнитель. Известен необычной манерой исполнения песен, мрачными текстами и сложной рифмовкой с использованием ассонанса и аллитерации.

## Биография
Дмитрий Николаевич Кузнецов родился 10 февраля 1993 года в Иркутске, откуда в трёхмесячном возрасте переехал в Бурятию. Ранние годы провёл в деревне у тёти — маминой сестры. Когда настала пора идти в школу — переехал в Улан-Удэ, где его воспитывала мать. Дмитрий рос в микрорайоне Восточный, которому впоследствии он посвятит песню «Поэма о Родине».
В 15 лет Дмитрий, вдохновившись творчеством «Касты» и «Многоточия», делал первые попытки сочинить рэп.
В 2010 году Дмитрий закончил Лицей № 27 и сдал ЕГЭ по русскому языку на 100 баллов, что позволило ему поступить на факультет журналистики МГУ.
На первом курсе Дмитрий начал работать по специальности и в качестве журналиста сотрудничал с телеканалами НТВ, ВГТРК и Россия.
В 2014 году Дмитрий в качестве друга Захара Прилепина направился на Донбасс, где работал личным фотографом полковника вооружённых сил ДНР, командира «Спарты» Арсена Сергеевича Павлова (Моторолы). В 2017 году вместе с рэпером Птахой принимал участие в фестивале «Лава-фест», организованным Захаром Прилепиным на передовой ДНР.
В 2017 году состоялся режиссёрский дебют Дмитрия. Его короткометражная картина «Психотроника» стала одним из пяти первых фильмов «Медиалаборатории», основанной в 2017 году компанией «Яндекс.Такси». Фильм включал в себя премьеру композиции «Смотрящий», которую Дмитрий написал специально для фильма.
В апреле 2022 выложил документальный короткометражный фильм «ЧВК Филармония. Музыканты на войне» об артистах из ЛНР, воюющих против Украины.

## Творческая деятельность
В 2011 году участвовал в «9 Официальном MC Баттле Hip-Hop.Ru», где дошёл до 3 раунда, проиграв Очередному MC.
В том же году публикует свой дебютный видеоклип на песню «Седьмое октября» на сервисе YouTube. Композиция имела остросоциальный подтекст и была приурочена ко дню рождения Владимира Путина.
В 2013 году был снят ещё один клип, «Космолёт», а также состоялся релиз дебютного альбома Хаски, «сбчь жзнь».
В ходе становления карьеры Кузнецов познакомился с писателем Захаром Прилепиным, который в 2014 году поучаствовал в записи его композиции «Пора валить».
В 2016 году музыкант выпустил клип на песню «Черным-черно». Далее вышли такие видеоклипы, как «Панелька» и «Пуля-дура».
1 апреля 2017 года был выпущен второй студийный полноформатный альбом Хаски, «Любимые песни (воображаемых) людей», который дебютировал на 4-й строчке в iTunes и на 5-й в Google Play. 25 мая 2017 года Хаски выпускает видеоклип на песню «Ай», а 13 июля того же года — клип «Пироман 17» и «Крот 17» уже 23 ноября 2017.
18 апреля 2018 года вместе с песней выпущен клип на песню «Иуда». Это видео было признано лучшим инди-клипом 2018 года по итогам конкурса Jager Music Awards.
30 августа выпущен клип на песню «Поэма о Родине». Строки композиции рэпер посвятил своей малой родине — городу Улан-Удэ, столице республики Бурятия. Текст описывает безнадёжность жизни земляков Дмитрия и суровость его родных мест. Клип был снят на просторах этой сибирской республики и в самом микрорайоне Восточный, где вырос автор. В клипе содержатся отсылки к творчеству панк-рок-группы Оргазм Нострадамуса — надписи («мыслям погорельцам негде ночевать», «в центре сновидений чёрный карантин», «кукольный театр нах… сгорел» и «на распоротом брюхе солнечный зайчик»), которые являются строчками из их песен. Позднее Хаски признался, что ныне покойный лидер этой группы Алексей Фишев, известный по прозвищу «Угол», является одним из людей, повлиявшим на его творчество. 11 сентября выпущена первая песня музыканта в жанре психоделический рок — «Человек в Интернете», после которой следовали «Убить Рэпера» и «Животворящий флоу».
7 октября 2019 года, в день рождения Владимира Путина, была выпущена новая версия трека «Седьмое октября» и видеоклипа к нему.
25 сентября 2020 года вышел третий альбом «Хошхоног». Хошхоног — это традиционное бурятское блюдо, которое делают из варёной прямой кишки барана или лошади. Альбом он посвятил панк-музыканту и поэту Углу и бурятскому поэту Намжилу Нимбуеву.
17 июня 2021 года в Instagram был анонсирован новый альбом «Русский альбом», выход которого был запланирован на 2022 год.
18 июня 2021 года выпустил песню «Невидимка».
30 сентября 2022 года выпустил песню «Бог войны» — это поэтическое представление о переживаниях солдата, об эмоциональном и психологическом состоянии человека во время войны.
21 апреля 2023 года выпустил песню «О любви». Композиция носит биографический характер, где Хаски ведёт свою историю от рождения и до известности, упоминая также визит на войну и зависимости.

## Инциденты
11 сентября 2018 года Хаски выложил в социальной сети Instagram видео, где удалил папку с записанным альбомом. Альбом планировался к выходу в течение года и носил название «Евангелие от собаки». По словам рэпера, альбом должен был быть «концептуальной историей об Иисусе в Москве 10-х годов». Единственной песней из альбома, увидевшей свет, оказалась «Иуда», вышедшая ранее в апреле.
12 сентября 2018 года на сайте Mash появляется новость о том, что из окна отеля «Ритц-Карлтон Москва» «свисает тело в красном спортивном костюме». Позже выясняется, что всё это проделали два человека — Хаски и его друг Руслан Хартаев. Дмитрий был обмотан снаряжением и вывешен из окна прямо на улицу на целый час. Участников инцидента задержала полиция, но вскоре они были отпущены.
15 сентября 2018 года в официальном паблике Хаски ВКонтакте появилась запись: «Церемония прощания с рэпером Хаски состоится 16 сентября в 12:30 по адресу: Сибирский проезд, д. 2с5, Большой зал ДК „Стимул“». 16 сентября Хаски на протяжении всей церемонии лежал в гробу, параллельно велась трансляция, в конце которой рэпер открыл глаза.
19 ноября 2018 года по требованию государственных органов был заблокирован для жителей России клип на песню «Иуда» без разъяснения причин. В декабре 2018 года Советский районный суд в Краснодаре вынес решение о запрете к распространению на территории России четырёх клипов рэпера: «Иуда», «Поэма о Родине», «Пуля-дура» и «Пироман 17».

### Арест в Краснодаре в 2018 году
22 ноября 2018 года Первомайским районным судом Краснодара был арестован на 12 суток по статье о мелком хулиганстве (ч. 2 ст. 20.1 КоАП) за то, что он, после отмены концерта, попытался перед пришедшими на него слушателями прочитать рэп с крыши чужого автомобиля. Запрет концертов Хаски был инициирован депутатом заксобрания Ленинградской области Владимиром Петровым, который попросил Генпрокуратуру России запретить в стране концерты рэперов из-за негативного их влияния на подрастающее поколение. «Агитаторы суицидов и наркомании не должны иметь площадок для выступлений. Надеюсь, что этот вид „искусства“ будет взят под чуткий надзор правоохранителей и компетентных лиц», — приводит слова Петрова «РИА Новости».
В защиту рэпера и против вмешательства государства в творческий процесс выступили группа Каста, журналист Леонид Парфёнов, писатель Захар Прилепин, певец Лев Лещенко, рэперы Баста, Oxxxymiron, Noize MC и Schokk.
26 ноября 2018 года Хаски был освобождён из-под стражи, а приговор отменён. Вечером того же дня был проведён анонсированный днём ранее совместный концерт «Я буду петь свою музыку» трёх рэперов: Оксимирона, Noize MC и Басты в пользу Хаски. Выручку от концерта планировалось передать Дмитрию, который лишился возможности давать свои концерты в России. Хаски поблагодарил коллег и объявил, что собранные деньги будут потрачены на помощь правозащитным организациям, таким как «Агора», «Открытая Россия» и портал Медиазона, а также другим музыкантам, чьи концерты запрещают, в частности, группам «IC3PEAK» и «Френдзона».

## Дискография

### Студийные альбомы
- 2013 — «сбчь жзнь»
- 2017 — «Любимые песни (воображаемых) людей»[7][46]
- 2020 — «Хошхоног»[47]

### Ремикс-альбомы
- 2018 — «Искажение»
- 2020 — «это все ху»

### Мини-альбомы
- 2015 — «Автопортреты»
- 2018 — «Триптих о человечине»
- 2019 — «У» (совместно с масло чёрного тмина)
- 2022 — «эскимо // горячая линия» (под псевдонимом dj hvost)

### Синглы
- 2011 — «Возвращение Легенды»
- 2011 — «На Улицах Будущего»
- 2011 — «Закономерные Случайности»
- 2013 — «Где твои мечты» (совместно с Намжил)
- 2016 — «Черным-черно»
- 2017 — «Небо ненавидит нас» (совместно с РИЧ)
- 2017 — «Крот 17»
- 2017 — «Смотрящий»
- 2018 — «Иуда»
- 2018 — «Поэма о Родине»
- 2018 — «Человек в Интернете»
- 2018 — «Убить Рэпера»
- 2018 — «Животворящий флоу»
- 2019 — «Седьмое октября»
- 2020 — «Аферист»
- 2020 — «Бесконечный магазин»
- 2020 — «Люцифер»
- 2021 — «За Байкалом»
- 2021 — «NPC»
- 2021 — «Невидимка»
- 2022 — «Песня для К»
- 2022 — «Бог Войны»
- 2022 — «Ноктюрн» (совместно с Сюзанной и масло чёрного тмина)
- 2023 — «О любви»
- 2024 — «Сказки»
- 2024 — «Молодой русский»
- 2024 — «Громко»(совместно с Кишлак)
- 2024 — «Шансон 2»
- 2025 —  «Заложник»
- 2025 — «Колобок»

### Участие в релизах других исполнителей
- 2014 — РИЧ — «Десятка» («Пора валить» feat. Захар Прилепин)
- 2015 — РИЧ — «Метан» («В комнате»)
- 2015 — РИЧ — «На океан» («Столица» feat. Захар Прилепин и Александр Ф Скляр)
- 2015 — Захар Прилепин и группа Элефанк — «Охотник» («Месть» feat. РИЧ)
- 2016 — РИЧ — «У Дома» («У дома»)
- 2017 — Озёра — «Феррари» («Луна»)
- 2017 — 25/17 — «Ева едет в Вавилон» («Бит шатает голову (Remix)», «Наше лето» feat. Саграда)
- 2018 — Бакей — «Nagchampa» («Пузыри» feat. Kakora)
- 2018 — Типси Тип — «Датынет» («В тебе»)
- 2018 — Big Baby Tape — «Dragonborn» («98 flow»)
- 2018 — КАЗУСКОМА — «Загон» («Вокруг так много всего»)
- 2019 — Jeembo — «Топь» (сингл)
- 2019 — Pixelord — «Cyberдядя» («Блабла»)
- 2019 — White Punk — «Паук» («Паучъе молоко»)
- 2020 — OFFMi — «To U» («Экипаж» feat. bollywood.fm)
- 2020 — zavet — «Жилы» («Иглы и Огни», «Монумент»)
- 2020 — IC3PEAK — «До Свидания» («Весело и грустно»)
- 2020 — Everthe8 — «Not by Recipe» («Оазис»)
- 2020 — 25/17 — «Байки из склепа» («Поколения» feat. HASH TAG)
- 2021 — РИЧ — «Рутений» («Сон эсера»)
- 2021 — Бхима — «Смола» («Смола»)
- 2021 — Soda Luv — «Roomination» («Плацкарт»)
- 2023 — White Punk — «Мрачные Тени II» («Хахаха»)
- 2023 — Маленький Буддист — «Мамба» (сингл)
- 2024 — Рудольф Страусов — «САША» («РУСАЛКА»)
- 2025 — DJ Stonik1917 — «House Party» («УРОНИ ТУСУ»)

## Видеография
- 2011 — «Седьмое октября»
- 2013 — «Космолет»
- 2014 — «Пора валить» (уч. РИЧ и Захар Прилепин)
- 2015 — «Чёрно-белый буги» (уч. РИЧ, Захар Прилепин и Элефанк)
- 2015 — «В комнате» (уч. РИЧ)
- 2016 — «Черным-черно»
- 2017 — «Небо ненавидит нас» (уч. РИЧ)
- 2017 — «Пуля-дура»
- 2017 — «Панелька»
- 2017 — «Ай»
- 2017 — «Пироман 17»
- 2017 — «Крот 17»
- 2017 — «Психотроника»[48] (короткометражный фильм)
- 2018 — «Иуда»
- 2018 — «Поэма о Родине»
- 2019 — «Детка-Голливуд»
- 2019 — «Седьмое Октября (2019)»
- 2019 — «Люцифер» (короткометражный фильм)
- 2019 — «Заново»
- 2019 — «Убей меня» (совместно с рэпером масло чёрного тмина)
- 2019 — «Паучъе молоко» (совместно с White Punk)
- 2020 — «Никогда-нибудь»
- 2020 — «Бесконечный магазин»
- 2021 — «Реванш»
- 2021 — «Невидимка»
- 2022 — «Песня для К»
- 2024 — «Сказки»
- 2024 — «Молодой русский»

### Участие
- 2017 — Каста — «Скрепы»
- 2017 — Пасош — «Январь»
- 2018 — ПОЕХАЛИ — «Сильный стиль»
- 2019 — Boulevard Depo — «No Flag»
- 2019 — масло чёрного тмина — «без названия»

## Фильмография
| Год  | Фильм                       | Режиссёр  | Сценарист | Композитор | Актёр     |
| ---- | --------------------------- | --------- | --------- | ---------- | --------- |
| 2017 | Психотроника                | зелёная ✓ | зелёная ✓ | зелёная ✓  | зелёная ✓ |
| 2018 | Хрусталь                    |           |           |            | зелёная ✓ |
| 2018 | Подвал                      |           |           |            | зелёная ✓ |
| 2019 | BEEF: Русский хип-хоп       |           |           |            | зелёная ✓ |
| 2019 | Люцифер                     | зелёная ✓ | зелёная ✓ | зелёная ✓  | зелёная ✓ |
| 2020 | Внутренний огонь            |           |           |            | зелёная ✓ |
| 2021 | Кошмары музыкантов          |           |           |            | зелёная ✓ |
| 2021 | Петровы в гриппе            |           |           | зелёная ✓  | зелёная ✓ |
| 2022 | Казнь                       |           |           |            | зелёная ✓ |
| 2024 | Надо снимать фильмы о любви |           |           |            | зелёная ✓ |
| 2024 | Жар-птица                   |           |           |            | зелёная ✓ |

## Рейтинги, награды и номинации
| Год  | Издание  | Рейтинг                                           | Работа            | Место | Прим.  |
| ---- | -------- | ------------------------------------------------- | ----------------- | ----- | ------ |
| 2019 | The Flow | 50 лучших песен 2019                              | «Убей меня»       | 18    | [ 49 ] |
| 2019 | The Flow | 50 лучших песен 2019                              | «Седьмое октября» | 31    | [ 50 ] |
| 2019 | Rap.ru   | 12 самых важных треков в русском рэпе за 2019 год | «Седьмое октября» | б/н   | [ 51 ] |

| Год  | Премия | Номинация  | Результат | Ист.   |
| ---- | ------ | ---------- | --------- | ------ |
| 2021 | Forbes | «30 до 30» | Номинация | [ 52 ] |